# Cantó de Thiais
El cantó de Thiais és un cantó francès del departament de Val-de-Marne, situat al districte de L'Haÿ-les-Roses. Des del 2015 té 3 municipis.

## Municipis
- Chevilly-Larue
- Rungis
- Thiais

## Història
| Data d'elecció                           | Identitat           | Partit           | Qualitat |
| ---------------------------------------- | ------------------- | ---------------- | -------- |
| 1967-1979                                | Gabriel Chauvet     | UDR, després RPR |          |
| 1979-1985                                | Guy Pettenati       | PCF              |          |
| 1985-1993                                | Richard Dell'Agnola | RPR              |          |
| 1993-                                    | Bruno Tran          | RPR, després UMP |          |
| les dades anteriors no són pas conegudes |                     |                  |          |
|                                          |                     |                  |          |

## Demografia
| A partir de 1990: Població sense dobles comptes |